# Sukurcze
Sukurcze est un domaine et un village situé à l'ouest de la ville de Lida en Pologne avant la Seconde Guerre mondiale (aujourd'hui en Biélorussie) sur la rivière Krupka, près du village de Krupa (pl)(dans l' oblast de Grodno) Il appartenait au résistant Witold Pilecki, exécuté par les communistes au pouvoir en Pologne en 1948.
C'est là qu'est né Wojciech Narbutt, écrivain et chambellan royal à la cour de Stanislas II, dernier roi de Pologne.

## Origine du nom du domaine
Sukurcze dérive du lituanien sukurti qui veut dire : « établir », « construire »,

## Temps modernes
Sous la République des Deux Nations, Sukurcze se trouve dans la voïvodie de Vilnius dans le comté de Lida, les nobles locaux s'y arrêtent pour des diétines de voïvodie,
Le premier propriétaire connu de Sukurcze est Andrzej Scipio del Campo (? - 1682) issu d'une famille noble d'origine italienne. Il est le représentant de la cinquième génération de Scipio polonais. Échanson de Grodno, en 1669 représentant pour le district de Lida pour l'élection du roi Michel Wiśniowiecki, puis en 1674 représentant pour le district de Grodno pour l'élection de Jean III Sobieski. Andrzej Scipio del Campo a pour épouse Eleonora Suchodolska dont il eut six enfants ; il laisse cependant le domaine à sa seconde épouse Anna Pochodcimska
Après la mort de celle-ci, Sukurcze devient la propriété de Jan Scipio del Campo (? - 1738) Avec son épouse Teresa Glebicki-Józefowicz, il a un fils Józef (vers 1700-1743) auquel il teste en 1720 ses domaines fonciers dont Sukurcze Józef eut six enfants issus de deux mariages, dont seuls Ignacz et Anna atteignent l'âge adulte (En 1742, Józef reçoit la plus haute distinction de Pologne : l'Ordre de l'Aigle blanc)
Le dernier des Scipio del Campo à posséder Sukurcze, à savoir Ignacz (1728-1791) est également un homme brillant. Général de division de l'armée lituanienne, il a auparavant voyagé et étudié en Europe, et contribué à l'émergence d'une intelligentsia à Lida. Il fait éditer le « Codex diplomatique » de M. Dogel) en 1758. Ignacz Scipio del Campo est fait chevalier des ordres de Saint-Stanislas en 1776 et de l'Aigle blanc en 1781. Mais auparavant vers 1761, à la suite de diverses procédures judiciaires provoquées par le décès de son père il perd le domaine de Sukurcze)
En 1761, le domaine appartient passe à la famille Narbutt, nobles (armoiries Trąby) Tadeusz Narbutt (vers 735-vers 1795) qui grâce à ses capacités financières, son amitié avec le prince Czartoryski agrandit considérablement ses terres) Il est chambellan de 1782 à 1792 et vice-président du tribunal de Vilnius. Marié à Katarzyna Wiazewicz ; ils ont cinq enfants.

## Époque contemporaine

### XVIIIesiècle
C'est à Sukurcze qu'est signé le 28 avril 1794 par la noblesse locale l'acte qui donne le déclenchement de l'Insurrection de Kościuszko Le jeune Wojciech Narbutt est lieutenant dans l'armée polonaise Le soulèvement échoue et se termine par le troisième partage de la République de Pologne. Sukurcze et la région de Lida font désormais partie de l'Empire russe. Le domaine de Sukurcze, les terres des Narbutt sont séparés de la Pologne à la suite de la Troisième partition induite par le traité du 24 octobre 1795.
Après la mort de Tadeucz Narbutt, son fils Wojciech Narbutt hérite de Sukurcze. Mais comme il n'a aucun intérêt pour la terre, vivant à Varsovie, à sa mort n'ayant pas d'héritier mâle, le domaine passe à son frère le père Stanisław Narbutt, qui vend le domaine à la famille Pilecki au début des années 1840

### XIXesiècle
Au XIXe et au début du XXe siècle, le domaine et les villageois sont situés en Russie , dans le gouvernorat de Vilnius, district de Lida. Il appartient à la famille Pilecki.
En 1844, le domaine de Sukurcze avec 116 villageois appartenait à Maria Pilecka née Domejka (1805-1883) son fils Józef Pilecki (1827-1905) hérite du domaine. À la mort de Jozef ses fils Jan, Ludwik et Julian héritent  Jozef Pilecki fait partie du soulèvement de 1863-64 contre l'occupant russe et il est condamné à sept ans de travaux forcés en Sibérie. Jozef Pilecki comme la plupart des nobles polonais qui ont soutenu la rébellion, voit son titre révoqué, son patrimoine et ses biens confisqués par le gouvernement russe. Il est également condamné à l'exil en Sibérie pendant sept ans. Après sa libération, lui et sa famille sont réinstallés de force par les autorités tsaristes dans le territoire éloigné de Carélie. Il est interdit à la famille de vivre en dehors de cette province pendant trente ans et ses membres sont légalement tenus d'être employés uniquement par l'État russe.

## XXesiècle
La Première Guerre mondiale va faire se disperser les Pileckis, Sukurcze est sous l'occupation allemande qui administre les ressources agricoles du domaine qui est alors géré par un fonctionnaire allemand La guerre contre les Allemands se termine le 11 novembre 1918, à cette date est proclamée la Deuxième République (qui durera jusqu'en septembre 1939) ; vient ensuite la guerre soviéto-polonaise en 1920 ...
Grâce au miracle de la Vistule le domaine est de nouveau en Pologne durant entre-deux-guerres et dans la voïvodie de Nowogródek. Au printemps 1920 le jeune Witold Pilecki, petit-fils de Jozef et fils de Julian Pilecki (1870-mai 1932) va moderniser les ressources agricoles du domainer. en 1921, le domaine des Pilecki et quelques habitations forment un village de 27 habitants vivant dans cinq maisons, tous de rite catholique
Le 7 avril 1931, Witold Pilecki et Maria Ostrowka (pl) se marient et s'installent à Sukurcze, où naitront leur fils Andrzej puis leur fille Zofia (pl). Leur père et beau-père Julian Pilecki meurt en mai 1932 à Sukurcze,. Witold s'investit en tant que propriétaire terrien, fonde une amicale agricole et une coopérative laitière dont il est le président. Les champs sont de luzerne « reine des plantes fourragères » et de blé . C'est l'époque heureuse, il écrit des poèmes et peint, dessins et contes de fées pour ses enfants et ceux de familles amies. Deux de ses tableaux ornent l'église de Krupa.
Il a depuis 1928, acheté par son père, une jument arabe polonaise nommée Bajka (« Conte »),,. Il y aura en général plus d'une dizaine de chevaux dans ses écuries. En 1931, un escadron de uhlans dont Witold est le capitaine est créé dans le district de Lida ; en 1937, W. Pilecki en est nommé commandant en chef - 19e division d'infanterie. La famille Pilecki vit à Sukurcze jusqu'au déclenchement de la guerre le 1er septembre 1939 Andrzej Pilecki se souvient« Mon père a sauté de cheval, m'a soulevé et a embrassé Zofia et ma mère, puis il a dit : "au revoir, nous nous reverrons dans deux semaines". Il est parti et nous ne l'avons plus revu » 
Sous les ordres du général Rudolf Eugeniusz Dreszer l'escadron de Pilecki est vaincu par une unité blindée allemande les 4 et 5 septembre 1939 à  Wolbórz (voïvodie de Łódź) (Bajka meurt engagée dans cette bataille).
Sukurcze se retrouve en zone d'occupation soviétique le 17 septembre, les Russes envahissant la Pologne orientale conséquence du pacte germano-soviétique,.
Après la Seconde Guerre mondiale, Staline déplace les frontières de la Pologne de 300 km vers l'ouest ; le domaine de Sukurcze se retrouve alors en Biélorussie et est systématiquement détruit par la République populaire biélorusse aux ordres de Moscou, la Pologne communiste ayant exécuté Witold Pilecki le 25 mai 1948.
Le manoir et la place qui l'entoure sont détruits, les arbres sont abattus et les étangs comblés, le lac et sa source, comblés avec du sable. Plus tard, dans les années 1990, les autorités biélorusses sorties du communisme russe détruisent les derniers vestiges du village. Cette destruction comprend tous les souvenirs même les plus intimes, afin de faire oublier jusqu'à l'existence de ses occupants. Les dents en or des cadavres du cimetière sont arrachées. Ce n'est pas un exemple isolé durant l'occupation communiste et sous la dictature contemporaine d'Alexandre Loukachenko.
Zofia Pilecka-Optułowicz a raconté en 2012 « Récemment, j'ai reçu un appel d'un homme qui s'est rendu en Biélorussie, là où il y avait le domaine et le village de Sukurcze. Maintenant, il n'y a rien, pas même une seule pierre qui formait autrefois notre manoir. Il n'y a pas non plus de trace des majestueux tilleuls, qui protégeaient les bâtiments du vent de l'Est »,